# أسيو دي بوربا
أسيو دي بوربا (6 أبريل 1931 - 24 مارس 2021) سياسي برازيلي شغل منصب نائب من 1983 إلى 1995 ومن 1997 إلى 1998.